# Bodo Rudwaleit
Bodo Rudwaleit (ur. 3 sierpnia 1957 w Woltersdorfie) – niemiecki piłkarz występujący na pozycji bramkarza.

## Kariera klubowa
Rudwaleit treningi rozpoczął w wieku 8 lat w klubie BSG Einheit Woltersdorf. W 1969 roku, mając 12 lat trafił do juniorskiej ekipy Dynama Berlin. W 1977 roku został włączony do jego pierwszej drużyny. Od 1979 roku do 1988 roku rokrocznie zdobywał z klubem mistrzostwo NRD (łącznie 10 tytułów). W 1989 roku wywalczył z klubem wicemistrzostwo NRD. W 1982, 1984 oraz 1985 występował z zespołem w finale Pucharu NRD, jednak Dynamo przegrywało tam swoje spotkania. W 1988 oraz 1989 Rudwaleit zwyciężył z klubem w rozgrywkach Pucharu NRD.
W 1990 roku odszedł do zespołu Stahl Eisenhüttenstadt. W 1991 roku trafił do Tennis Borussii Berlin. Spędził tam dwa lata. Potem był graczem BSC Marzahn oraz FV Erkner 1920, gdzie w 1999 roku zakończył karierę.

## Kariera reprezentacyjna
W reprezentacji NRD Rudwaleit zadebiutował 9 lutego 1979 w zremisowanym 1:1 towarzyskim meczu z Irakiem. W 1980 roku zdobył z reprezentacją NRD srebrny medal Letnich Igrzysk Olimpijskich, po porażce w finale turnieju 0:1 z Czechosłowacją. Po raz ostatni w kadrze zagrał 21 września 1988 w przegranym 1:2 towarzyskim spotkaniu z Polską. W latach 1979–1988 w drużynie narodowej rozegrał w sumie 33 spotkania.